# ناتالیا کاچمارک
ناتالیا کاچمارک (لهستانی: Natalia Kaczmarek؛ زادهٔ ۱۷ ژانویهٔ ۱۹۹۸) دونده اهل لهستان است.
وی در مسابقات کشوری و بین‌المللی در مجموع برندهٔ ۳ مدال طلا، ۱ مدال نقره، ۱ مدال برنز شده‌است.